# Джоел Соуза
Джое́ль Су́за (або Джоел Соуза, англ. Joel Souza; 14 червня 1973 , Фремонт, Каліфорнія ) — американський кінорежисер, сценарист і продюсер.

## Кар'єра
Як сценарист і режисер Джоел дебютував 2010 року сімейним пригодницьким фільмом «Золото Ханни» з Люком Перрі в головній ролі. Найбільшу ж популярність йому приніс трилер « Поліцейський седан» з суворим зображенням життя за кермом патрульної машини. Прем'єра фільму відбулася на кінофестивалі «Трайбека» і була неоднозначно сприйнята критиками, які відзначали деяку вторинність сюжету.
21 жовтня 2021 року на зйомках вестерну «Раст» Соузу поранив актор Алек Болдвін. Зброя, з якої стріляв актор, виявилася зарядженою бойовими патронами. 
Наступного дня Соузу виписали з лікарні.

## Фільмографія
- Золото Ханни (2010)
- Примарний патруль (2015)
- Різдвяна підміна (2015)
- Поліцейський седан (2019)
- Раст (2024)

## Нагороди
- «Золото Ханни» — приз за найкращий фільм на International Family Film Festival (2011)

## Особисте життя
Соуза одружений, у шлюбу у нього народилося двоє дітей .